# 15911 Davidgauthier
15911 Davidgauthier è un asteroide della fascia principale. Scoperto nel 1997, presenta un'orbita caratterizzata da un semiasse maggiore pari a 2,4304495 UA e da un'eccentricità di 0,2095084, inclinata di 2,13988° rispetto all'eclittica.